# Киселёв, Юрий (фигурист)
Юрий П. Киселёв — фигурист из СССР, двукратный чемпион СССР 1955 и 1956 годов в парном катании.
Мастер спорта СССР (1954). Первый фигурист СССР, принявший участие в чемпионате Европы (1956 год) в категории спортивных пар.

## Спортивные достижения
| Соревнования/Сезоны | 1952 | 1953 | 1954 | 1955 | 1956 |
| ------------------- | ---- | ---- | ---- | ---- | ---- |
| Чемпионаты Европы   |      |      |      |      | 8    |
| Чемпионаты СССР     | 2    | 2    | 2    | 1    | 1    |